# Vuelta a Castilla
La Vuelta a Castilla (o Vuelta Ciclista a Castilla) fue una prueba ciclista por etapas que se realizó en Castilla (España) entre 1934 y 1983, aunque no se disputó de forma regular. 
Aunque de alguna manera podría ser su antecesora, no debe confundirse esta prueba ciclista con la Vuelta a Castilla y León, entre otros motivos porque la prueba se disputaba mucho antes de la creación de la Comunidad Autónoma de Castilla y León y alguna edición de la prueba no cruzó ninguna de las provincias que conforman la citada comunidad autónoma.

## Historia
La Vuelta Ciclista a Castilla empezó a gestarse, como muy tarde, en 1929. En este sentido, el diario Adelanto (Salamanca) se manifestaba así aquel año: "esperamos el éxito enorme de esta empresa; pues ciertamente es ridículo pensar que Castilla es una de las regiones que todavía no cuenta en su calendario con la clásica ronda". Un año después, el periódico deportivo Gran Sport anunciaba que la Vuelta a Castilla estaba todavía en proyecto y se pretendía organizar con ex routier Óscar Leblanc.
Con anterioridad a 1929, alguna prueba ciclista llevó el nombre de Vuelta a Castilla; es el caso de la disputada en 1928 entre Madrid y San Rafael. En 1912, el diario El Día de Palencia anunciaba un proyecto de vuelta a Castilla en bicicleta que pretendía cuatro etapas entre Madrid-Guadalajara-Soria; Soria-Valladolid; Valladolid-Segovia; y Segovia-Madrid.
La primera edición (1934), disputada en tiempos de la II República, fue organizada por la entidad Valladolid Ciclo Excursionista y constó de tres etapas: Valladolid-Zamora-Salamanca (1.ª etapa); Salamanca-Ávila-Madrid (2.ª etapa); y Madrid-Segovia-Valladolid (3.ª etapa). El comité organizador de la primera edición estuvo compuesto por Luis Caravia, Nicanor Marcos y Manuel Asensio.
En la primera edición, los premios fueron: 1000 pesetas para el ganador de la prueba; 600 para el segundo; y 450 para el tercero. El resto de corredores tenía asignada una dieta de 10 pesetas por cada día de carrera.
En la edición de 1951, la prueba adquirió carácter internacional.
La edición de 1952 (28 de septiembre-5 de octubre) contó con diez etapas: Madrid-Madrid (Circuito del Retiro) (1.ª etapa); Madrid-Segovia (2.ª etapa); Segovia-Burgos (3.ª etapa); Burgos-Zamora (4.ª etapa); Zamora-Salamanca (5.ª etapa); Salamanca-Ávila (6.ª etapa); Ávila-Toledo (7.ª etapa); Toledo-Ciudad Real-Tomelloso (8.ª etapa); Tomelloso-Aranjuez (9.ª etapa); y Aranjuez-Madrid (10.ª etapa).
Tras pasar una época de ediciones no regulares, en 1959, la Federación Castellana de Ciclismo estudió la posibilidad de organizar para ese año la Vuelta Ciclista a Castilla, que finalmente se disputó con las etapas Madrid-Guadalajara (80 km); Guadalajara-Cuenca (141 km);   
Tomelloso-Ciudad Real (118 km).
La penúltima edición (1982), que se inició en Madrid, se disputó entre el 17 y el 22 de agosto de 1982. Sus seis etapas fueron: Madrid-San Martín de Valdeiglesias (1.er sector 1.ª etapa); San Martín de Valdeiglesias-San Martín de Valdeiglesias (2.º sector 1.ª etapa); San Martín de Valdeiglesias-Talavera de la Reina (2.ª etapa); Talavera de la Reina-Alcázar de San Juan (3.ª etapa); Alcázar de San Juan-Alcalá de Henares (4.ª etapa); Alcalá de Henares-San Sebastián de los Reyes (5.ª etapa); San Sebastián de los Reyes-Guadarrama (6.ª etapa).
La última edición, que se inició en Alcalá de Henares, se disputó entre el 19 y el 24 de agosto de 1983.
El corredor que obtuvo más victorias en la prueba fue Ángel Arroyo, con dos.

## Palmarés
| Año  | Ganador                  | Segundo                 | Tercero              |
| ---- | ------------------------ | ----------------------- | -------------------- |
| 1934 | Antonio Escuriet         | Salvador Cardona        | Federico Ezquerra    |
| 1935 | Julián Berrendero        | Bandera de ?            | Bandera de ?         |
| 1951 | Bernardo Ruiz            | Emilio Rodríguez Barros | Miguel Poblet        |
| 1952 | Antonio Gelabert         | José Serra Gil          | Miguel Poblet        |
| 1959 | Juan Sánchez Camero      | Bandera de ?            | Bandera de ?         |
| 1979 | Ángel Arroyo             | Bandera de ?            | Bandera de ?         |
| 1980 | Ángel Arroyo             | Miguel María Lasa       | José Luis Viejo      |
| 1981 | Alberto Fernández Blanco | Juan Carlos Alonso      | Bernardo Alfonsel    |
| 1982 | Marino Lejarreta         | José Luis López Cerrón  | Julián Gorospe       |
| 1983 | Pedro Muñoz Machín       | Antonio Coll            | Jesús Ignacio Ibánez |

## Palmarés por países
| País   | Victorias |
| ------ | --------- |
| España | 9         |